# 郝小江
郝小江（1951年7月10日—），重庆人，中国植物化学、天然产物化学家，中国科学院昆明植物研究所研究员。2019年当选为中国科学院院士。

## 生平
1976年毕业于贵州大学化学系，1985年毕业于中国科学院昆明植物研究所，获理学硕士学位。1990年毕业于京都大学，获药学博士学位。